# Barbed Wire Kisses
Barbed Wire Kisses är ett samlingsalbum med singlar och sällsynta låtar, av den skotska gruppen The Jesus and Mary Chain. Albumet släpptes 1988.

## Låtlista
1. Kill Surf City 3.09
2. Head 3.48
3. Rider 2.10
4. Hit 3.26
5. Don't Ever Change 3.30
6. Just Out of Reach 3.04
7. Happy Place 2.22
8. Psycho Candy 2.52
9. Sidewalking 3.32
10. Who Do you Love? 4.03
11. Surfin' USA 2.57
12. Everything's Allright When You're Down 2.37
13. Upside Down 2.57
14. Taste of Cindy (acoustic) 1.58
15. Swing 2.23
16. On The Wall (demo) 4.46
17. Cracked* 3.43
18. Here It Comes Again* 2.31
19. Mushroom (live)* 3.16
20. Bo Diddley Is Jesus* 3.16

Fotnot: 17 - 20 är bonusspår på CD-utgåvan